# Albert Burdon
Albert Burdon (4 de julho de 1900 – 1981) foi um ator de cinema britânico.

## Filmografia selecionada
- The Maid of the Mountains (1932)
- Letting in the Sunshine (1933)
- It's a Boy (1933)
- Heat Wave (1935)
- She Knew What She Wanted (1936)
- Oh Boy! (1938)
- Luck of the Navy (1938)
- Jailbirds (1940)